# هوغو لوتشر

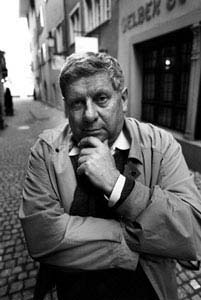

هوغو لوتشر Hugo Loetscher (ولد في زيورخ في 22 ديسمبر 1929) هو أديب سويسري. كتب الرواية والمسرح والقصة القصيرة، وهو من أكثر الأدباء الذين كتبوا في أدب الرحلات.

## حياته
نشأ هوغو لوتشر في زيورخ، ودرس الفلسفة وعلم الاجتماع وعلوم الأدب في جامعات زيورخ وباريس. وفي عام 1956 نال درجة الدكتوراه من جامعة زيورخ عن رسالته «الفلسفة السياسية في فرنسا بعد 1945».
وقد عمل ناقدا أدبيا في صحيفة (زيورخ الجديدة) Neuen Zürcher Zeitung وصحيفة (العالم الأسبوعية) Weltwoche. وعمل كذلك محررا في المجلة الشهرية Du (أنت) من عام 1958 إلى 1962، ومحررا في الركن الأدبي في صحيفة Weltwoche من 1964 إلى 1969، ومنذ ذك الحين وهو يكتب ككاتب حر.
وقد قام هوغو لوتشر منذ الستينيات بالعديد من الرحلات إلى جنوب أوروبا ثم إلى جنوب آسيا، وكان يقوم كذلك برحلات منتظمة إلى أمريكا اللاتينية. وبالإضافة إلى ذلك فقد عمل في التدريس الجامعي كأستاذ للشعر أو كأستاذ زائر في العديد من الجامعات منها، جامعة كاليفورنيا الجنوبية في لوس أنجيلوس وجامعة فرايبورغ وجامعة مدينة نيويورك وجامعة ميونخ.
وقد تعرف هوغو لوتشر على الأديب النمساوي فريدريش دورنمات والرسام فارلين، وربطت بين الثلاثة صداقة حميمة وكان من ثمارها الكثير من الأعمال الإبداعية (على سبيل المثال فقد رسم فارلين لوحات لدرونمات ولوتشر)، ولكن دورنمات كان أشهر من لوتشر.
وكان لوتشر يتردد على Café Maroc «مقهى مارك» الذي كان يسمى أيضا "Maröckli", وكان هذا المقهي ملتقى للكتاب والأدباء الشباب.

## الإنتاج الأدبي
يحتل أدب الرحلات جزءا كبيرا من أعمال لوتشر، إلى جانب الروايات والمقالات الصحفية والأساطير والمسرحيات.
كما أن لوتشر عضو في اتحاد الكتاب السويسريين، الذي شغل منصب رئيسه من عام 1986 إلى 1989, وكان كذلك عضوا مراسلا للأكاديمية الألمانية للغة والشعر في دارمشتات.

## جوائز حصل عليها
حصل حوجو لوتشر على العديد من الجوائز الأدبية منها، جائزة شارل فيون Charles-Veillon-Preis عام 1964, وجائزة كونراد فرديناند ماير في عام 1966, والجائزة الأدبية لمدينة زيورخ عام 1972, وجائزة شيللر من البنك الإقليمي في زيورخ عام 1985, وجائزة شيللر الكبيرة من مؤسسة شيللر السويسرية، وجائزة كروثيرو دو سول من البرازيل لأعماله الأدبية عن البرازيل.

## أعماله
1. مخلفات المياه 1963
2. جادلة الإكليل 1964
3. نوح 1967
4. اكتشاف سويسرا وبلاد أخرى 1976
5. العالم السحري 1979
6. الخريف في البرتقالة الكبيرة 1982
7. الحكي عن الحكي 1988
8. الذبابة والحساء 1989
9. الديك الواعظ 1992
10. نظرة الرسامة 1995
11. عيون الوزير الصيني 1999
12. القراءة بدل التسلق 2003
13. كان العالم في وقت ما 2004

## روابط خارجية
- هوغو لوتشر على موقع مونزينجر (الألمانية)